# كوم بدر
قرية كوم بدر هي إحدى القرى التابعة لمركز طهطا بمحافظة سوهاج في جمهورية مصر العربية. حسب إحصاءات سنة 2006، بلغ إجمالي السكان في كوم بدر 3471 نسمة، منهم 1849 رجل و1622 امرأة.